# وليام كافينديش
وليام كافينديش (بالإنجليزية: William Cavendish)‏ يعرف أيضاً بلقب دوق ديفونشاير الرابع (بالإنجليزية: 4th Duke of Devonshire)‏ سياسي بريطاني (8 مايو 1720-2 أكتوبر 1764). تولى رئاسة الوزارة في بريطانيا من 16 نوفمبر 1756 إلى 25 يونيو 1757، وفي هذه المدة القصيرة كان يدير الصراع في حرب السنوات السبع.
ابنته السيدة دوروثي كافينديش (بالإنجليزية: Dorothy Cavendish)‏ والتي تزوجها دوق بورتلاند أحد رؤساء الوزارة في بريطانيا.

## روابط خارجية
- وليام كافينديش على موقع الموسوعة البريطانية (الإنجليزية)